# Laguna volcánica de Michos
La laguna volcánica de Michos es una laguna volcánica del interior de la península ibérica. Se encuentra en el término municipal español de Abenójar, en la provincia de Ciudad Real. Está declarado Monumento Natural y forma parte del lugar de importancia comunitaria "Ríos de la cuenca media del Guadiana y laderas vertientes".

## Descripción

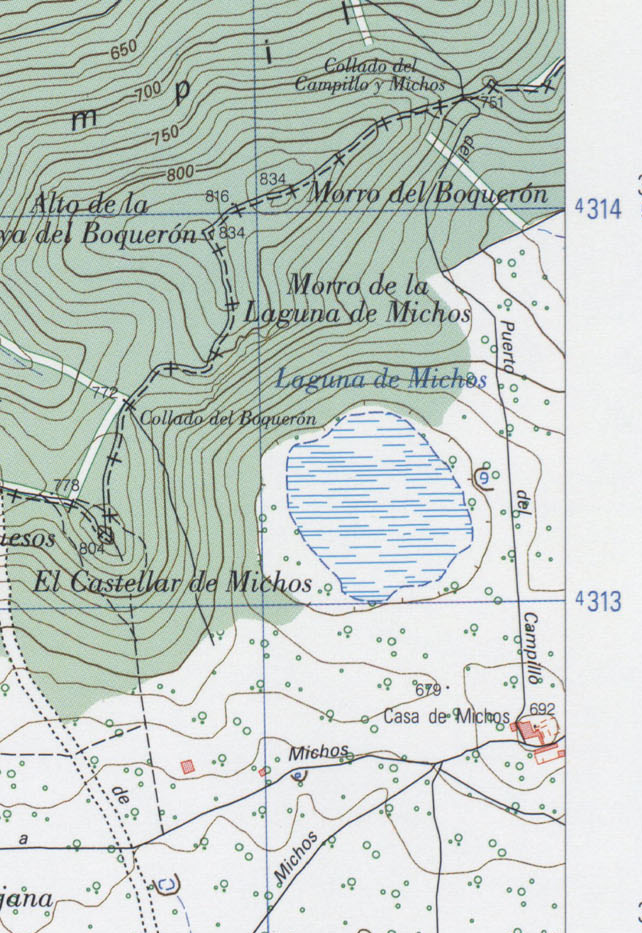
Laguna de Michos en la hoja 783-I del Mapa Topográfico Nacional. © Instituto Geográfico Nacional.

Está ubicado en el término municipal ciudadrealeño de Abenójar, en la comunidad autónoma de Castilla-La Mancha. Se ubica en terreno de propiedad privada. Cuenta con un cráter de explosión que alberga en su interior una laguna semipermanente. La laguna se ubica al pie de una sierra cuarcítica, en el límite con una zona llana, en una zona con alto valor paisajístico.
El expediente para su declaración como Monumento Natural fue incoado en diciembre de 1998, al ser publicado en el Diario Oficial de Castilla-La Mancha. Obtuvo dicho estatus en octubre de 1999. El espacio tiene una superficie de 215 ha.